# Citharognathus tongmianensis
Citharognathus tongmianensis is een zeldzame spin uit de familie der vogelspinnen (Theraphosidae) en werd voor het eerst ontdekt en beschreven in 2002. Deze soort treft men aan in China. Over deze spin is erg weinig bekend. Ze krijgen algemeen een lichaamslengte van 5 cm, de spanwijdte bedraagt ongeveer 9 tot 11 cm.